# 哲憫皇貴妃
哲悯皇贵妃（18世纪—1735年8月20日），噶哈里和羅舍林村富察氏。滿洲正黃旗包衣管領下人，家族后隶满洲正黄旗。佐领翁果图之女。乾隆帝之皇貴妃。

## 人物生平
高宗在乾隆四十五年所作的《孝贤皇后陵寝酹酒》诗注中，並没有提及哲悯皇贵妃像慧贤皇贵妃那般年逮七旬，或许富察氏比乾隆帝等人年长些。雍正三年（1725年），在內務府選秀中指婚為弘历的格格。
據兩篇祭文所稱，很早就入侍宫闱的富察氏具有敦厚持重的品德。不僅以贤良谨慎为内心的根本，還恭敬勤恳地承担宫中的职守，因而在宮中有着贤明的名声。雍正六年五月二十八日午时，生乾隆帝之长子永璜。雍正九年四月二十七日寅时，生皇次女。
富察氏為尚為皇子的乾隆帝生下一對子女，前程似錦。不幸的是富察氏年紀輕輕就在弘历即位前两个月，即雍正十三年七月初三日 (1735年8月20日）亡故，死時只有二十來歲。富察氏的灵柩最初暂安于东直门外，旋即改在新修的六股道殡所停放。
雍正十三年九月十四日，剛登极的高宗下旨追封「从前病故富察氏格格」为妃，并且命人安排追封和祭祀等的事宜。乾隆元年（1736年）九月中旬，弘历下旨追封这位早逝的妃富察氏为哲妃。
根據《養吉齋叢錄》的記載，“明知周通曰哲”，所以部分满译汉的清宮档案曾把“哲妃”錯誤翻译成“明妃”。根据内务府《鸿称通用》的记载，哲字的滿文意思为“干净”或“清楚”，后来的追谥“哲悯”中“悯”字的满文意思則为可惜。
乾隆元年十月，在富察氏灵柩暂安的六股道殡所举行追封礼，參考雍正元年六月追封圣祖敏妃为皇考敬敏皇贵妃的礼仪，并朗读祭文致祭亡者一次。實際上，乾隆帝登基前，尚有數位早逝的格格，惟最後只追封為其生下子女的格格富察氏。
乾隆初年曾有在中元節和閏七月十一日为已故哲妃做盂兰道场的记录。乾隆十年正月二十四日，乾隆帝又以哲妃生育皇长子永璜，追晋为皇贵妃，正月二十六日賜謚哲憫。同年五月，静安庄殡宫哲悯皇贵妃券殿前添建鼓棚抱厦三间，並且建造祭房并各项看守值房三十二间、添砌墙垣筑、打灰土甬路和平垫地面等项，工程於十二月完竣。 
乾隆十三年四月二十一日，皇貴妃輝發那拉氏率領後宮諸人到静安庄祭奠在此處停灵的慧贤皇贵妃和哲悯皇贵妃。乾隆十七年十月二十七日，与孝贤皇后和慧贤皇贵妃同日入葬裕陵。

## 家族
哲憫皇貴妃這一支富察氏的祖先為尼雅唐鄂，在其孫輩或曾孫輩時被編入八旗。哲憫皇貴妃的父親翁果圖是尼雅唐鄂的七世孫，其族人多任佐領、步軍校、防禦、筆帖式等職位，無三品以上職官。
乾隆初年編修的《八旗滿洲氏族通譜》，以及《愛新覺羅宗譜》對哲憫皇貴妃家族的記錄如下：
- 始祖：尼雅唐鄂。“正黄旗尼雅唐鄂，噶哈理和羅舎林村地方人。其曽孫透德原任佐領。……六世孫古岱原任佐領。七世孫翁果圖亦原任佐領”（《八旗滿洲氏族通譜》卷27）。

- 世祖。

- 世祖。

- 太高祖父輩：透德，原任佐領。

- 高祖父輩：齊納喀，原任博士；金特赫，原任歩軍校；伊瑪圖，原任防禦；哲士原任驍騎校。

- 曾祖父輩：穆克，原任防禦；塞勒，原任筆帖式；書綬，原任筆帖式；書舒，原任䕶軍校；巴林，現任防禦。

- 祖父輩：古岱，原任佐領。

- 父輩：翁果圖，原任佐領；外圖，原任防禦；庫秦，原任驍騎校。

- 同輩：鈕穆順，現任協領。

- 妹：正蓝旗、雲騎尉覺羅永清嫡妻[3]，生一子覺羅祥鼐，乾隆丙戌進士，直隸布政使；覺羅永清之胞侄、乾隆四十年（1775年）乙未科进士覺羅長麟。

## 註譯
1. ↑  哲悯皇贵妃出身正黄旗包衣富察氏，这一支富察氏世居噶哈里和罗舍林村地方，与世居沙济地方的孝贤纯皇后一族并非同族。

## 延伸阅读
[在维基数据编辑]
 《清史稿/卷214》，出自趙爾巽《清史稿》